# القوات البرية الملكية المغربية
القوات البرية الملكية المغربية هو الفرع البري للقوات المسلحة المغربية تم تأسيسه رسميا سنة 1956، و يقدر عدد أفراده بنحو 175 ألف جندي, بما في ذلك 24 ألف جندي نظامي من الدرك الملكي المغربي و30 ألف جندي من القوات المساعدة تحت قيادة وزارة الدفاع. ويعد بذلك أكبر فروع القوات المسلحة الملكية.

## تاريخ
كان الجيش المغربي موجودًا بشكل مستمر منذ صعود إمبراطورية المرابطين في القرن الحادي عشر.

خلال فترة الحماية (1912-1955) تم تجنيد أعداد كبيرة من المغاربة للخدمة في أفواج تابعة للجيش الفرنسي في إفريقيا. خدم العديد منهم خلال الحرب العالمية الأولى. وخلال الحرب العالمية الثانية خدم أكثر من 300000 جندي مغربي مع القوات الفرنسية الحرة في شمال إفريقيا وإيطاليا وفرنسا والنمسا. شهد الصراعان العالميان حصول الوحدات المغربية على لقب "Todesschwalben" (سنونو الموت) من قبل الجنود الألمان حيث أظهروا صلابة خاصة في ساحة المعركة. بعد نهاية الحرب العالمية الثانية، شكلت القوات المغربية جزءًا من فيلق المشاة الفرنسي في الشرق الأقصى الذي شارك في حرب الهند الصينية الأولى من عام 1946 إلى عام 1954.
كما استخدم الجيش الإسباني على نطاق واسع القوات المغربية المجندة في المحمية الإسبانية، خلال حرب الريف من عام 1921 إلى عام 1926 والحرب الأهلية الإسبانية من عام 1936 إلى عام 1939. شكلت القوات النظامية المغربية، جنبًا إلى جنب مع الفيلق الإسباني، جيش إسبانيا النخبوي في إفريقيا. تم توظيف درك شبه عسكري داخل المنطقة الإسبانية.
تم إنشاء القوات المسلحة الملكية في 14 مايو 1956، بعد الإستقلال. تم نقل أربعة عشر ألف فرد مغربي من الجيش الفرنسي وعشرة آلاف من القوات المسلحة الإسبانية إلى القوات المسلحة المشكلة حديثًا. وقد زاد هذا العدد بحوالي 5000 من المقاتلين السابقين من "جيش التحرير". وظل حوالي 2000 ضابط وضابط صف فرنسي في المغرب بعقود قصيرة الأجل، حتى أنتجت برامج التدريب السريع في الأكاديميات العسكرية في سان سير وطليطلة والدار البيضاء أعدادًا كافية من الضباط المفوضين المغاربة.
كانت أولى الحروب التي شاركت فيها القوات المغربية في القرن العشرين كدولة مستقلة هي حرب إفني وحرب الرمال.
في أوائل الستينيات، أُرسلت القوات المغربية إلى الكونغو كجزء من أول عملية حفظ سلام متعددة الوظائف تابعة للأمم المتحدة، وهي عملية الأمم المتحدة في الكونغو. لكن القوات المسلحة المغربية كانت الأكثر شهرة في خوض حرب غير متكافئة استمرت 25 عامًا ضد جبهة البوليساريو، وهي حركة تحرير وطنية متمردة مدعومة من الجزائر تسعى إلى استقلال الصحراء عن المغرب.
خاض الجيش الملكي المغربي حرب الأيام الستة وعلى جبهة الجولان خلال حرب يوم الغفران عام 1973 (معظمها في معركة القنيطرة) وتدخل بشكل حاسم في صراع عام 1977 المعروف باسم شابا الأول لإنقاذ نظام زائير. بعد شابا الثاني، كان المغرب جزءًا من القوة الأفريقية المشتركة المنتشرة على حدود زائير، حيث ساهم بنحو 1500 جندي. كما شاركت القوات المسلحة في حرب الخليج بكتيبة ميكانيكية وكتيبة مشاة.
في التسعينيات، ذهبت القوات المغربية إلى أنغولا مع بعثات التحقق الثلاث التابعة للأمم المتحدة في أنغولا. كما كانت في الصومال، مع قوات الأمم المتحدة في الصومال الأولى، وقوة المهام الموحدة بقيادة الولايات المتحدة (UNITAF)، وقوة المهام الموحدة الثانية التي تلتها. وقد شهدت هذه القوات القتال أثناء المواجهة التي دارت في مقديشو في الفترة من 3 إلى 4 أكتوبر/تشرين الأول 1993 لإنقاذ قوة هجومية أمريكية مضادة للميليشيات. وشملت المشاركة الأخرى لدعم السلام خلال التسعينيات سلطة الأمم المتحدة الانتقالية في كمبوديا (UNTAC)، والبعثات في يوغوسلافيا السابقة: قوة التنفيذ، وقوة تحقيق الاستقرار، وقوة كوسوفو.
وشملت عمليات الانتشار الأخيرة للأمم المتحدة في أفريقيا وأماكن أخرى بعثة منظمة الأمم المتحدة لتحقيق الاستقرار في جمهورية الكونغو الديمقراطية (MONUSCO)، وقوة الأمم المتحدة في كوت ديفوار، ومكتب الأمم المتحدة المتكامل لبناء السلام في أفريقيا الوسطى، وقوة الدعم الدولية في جمهورية الكونغو الديمقراطية (2014).

## القوات اليوم

### التنظيم
منذ بداية القرن الحادي والعشرين، بدأ الجيش المغربي برنامج تحديث شمل شراء معدات حديثة والتحول إلى جيش أكثر احترافًا يؤدي مناورات متعددة مع الجيوش الحليفة، وباعتباره حليفًا رئيسيًا غير عضو في حلف شمال الأطلسي للولايات المتحدة، وعضوًا في مبادرة 5+5 واتفاقيات تعاون أخرى. وقد تشكل برنامج تحديث الجيش مع اقتناء أسلحة مثل VT-1A الصينية وMRLS AR2، ودبابات أبرامز الأمريكية M1A1، ونظام الدفاع الجوي HAWK أو مدافع الهاوتزر ذاتية الحركة M109A5.
ظل تنظيم وهيكل القيادة كما هو:
- مقر القيادة العامة (الرباط)
- القطاع العملياتي الشمالي.
- مقر القيادة الشرقية (الراشدية)
- القطاع العملياتي الشرقي
- القطاع العملياتي تافيلالت
- القطاع العملياتي صاغرو
- القيادة الجنوبية (أكادير)
- القطاع العملياتي وادي درعة.
- القطاع العملياتي الساقية الحمراء.
- القطاع العملياتي وادي الذهب.

### التشكيلات
يتشكل الجيش المغربي من مجموعة من الألوية و الأفواج و الوحدات :
- لواءان للمشاة محمولان جوا(BIP).
- 15 ألوية / أفواج مشاة آلية(BIM).
- 3 ألوية ملكية مدرعة(GEB).
- 13 أفواج دبابات ملكية.
- 6 ألوية مشاة ميكانيكية(BIM).
- 24 مجموعة مدفعية ملكية(GAR).
- 1 لواء امن خفيف(BLS).
- 1 لواء تدخل آلي.
- 1 كتيبة مشاة جبلية(BHM).
- 2 أفواج سلاح الفرسان الملكي(GEC).
- 17 كتائب خفيفة للتدخل.
- 12 كتيبة مراقبة الحدود(BIS).
- 11 مجموعة للمخزن المرابط بالحدود (GMF) للقوات المساعدة

### البروز الدولي
المملكة المغربية جزء من منظمات دولية متعددة، وهي حليف رئيسي غير عضو في حلف شمال الأطلسي، وجزء من جامعة الدول العربية، وأقامت تعاونًا عسكريًا مع دول مختلفة مثل الولايات المتحدة الأمريكية، وروسيا، والبرتغال، وتونس، والصين، وقطر، وإيطاليا، وفرنسا، والإمارات العربية المتحدة وتركيا. كجزء من الأمم المتحدة، شارك الجيش المغربي في مهام حفظ السلام المختلفة. كما استجابت لدعوة حلفائها، وشاركت في صراعات مثل معركة شابا الأولى، ومعركة مقديشو (1993)، وحرب الخليج أو عملية الأرض المحروقة، وغيرها. أرسل المغرب العديد من المستشفيات الميدانية إلى مناطق الصراع والمناطق المتضررة من الكوارث الطبيعية، وكانت أحدث المساهمات في الحرب الأهلية الليبية، والحرب الأهلية السورية. وفي قطاع غزة بعد عملية عمود الدفاع.
كما يقوم الجيش الملكي المغربي بإجراء تمرين تدريبي سنوي يسمى "الأسد الأفريقي" مع مشاة البحرية الأمريكية. هذا التمرين عبارة عن تمرين عسكري مشترك بين الولايات المتحدة والمغرب يتم جدولته بانتظام ويهدف إلى تعزيز التوافق والتفاهم المتبادل بين تكتيكات كل دولة وتقنياتها وإجراءاتها واستعداد الوحدات وتعزيز العلاقات الخارجية.
كما كان المغرب مكانًا لتمرين "جبل الصحراء" منذ سبتمبر 2000، والذي تم إجراؤه 10 مرات منذ ذلك الحين، وجمع عناصر من السرب 33 والسرب 230 والسرب 18 والسرب 27 ومقر قوة المروحيات المشتركة من سلاح الجو الملكي البريطاني والكتيبة الأولى لفوج جبل طارق الملكي واللواء الثاني للمشاة المظليين من الجيش الملكي المغربي. كان الهدف من التمرين هو زيادة قدرة المروحيات الداعمة على القتال في ظروف الصحراء "الساخنة والمرتفعة" وتعزيز العلاقات الطيبة بين المملكة المتحدة والمغرب. ولتحقيق هذه الغاية، تألف السيناريو من عملية مشتركة لمكافحة التمرد في الصحراء وسفوح الجبال لإعادة إرساء السيطرة والسلطة داخل منطقة مضطربة في شمال إفريقيا.

أجرى فوج جبل طارق الملكي تمرينًا مع اللواء المغربي الثاني للمشاة المظليين (2e BIP) في أواخر عام 2008.
وتشارك القوات المسلحة الملكية أيضًا في تدريبات دولية مختلفة ومناورات العمليات العسكرية العرضية مع بلجيكا والإمارات العربية المتحدة وإسبانيا وفرنسا ودول أخرى.

## الترسانة العسكرية
الترسانة العسكرية للجيش المغربي تتوزع كالتالي:
- 3748 دبابة.
- 2120 مدرعة مقاتلة.
- 703مدفعية مقاتلة.
- 309 نظام اطلاق الصواريخ.

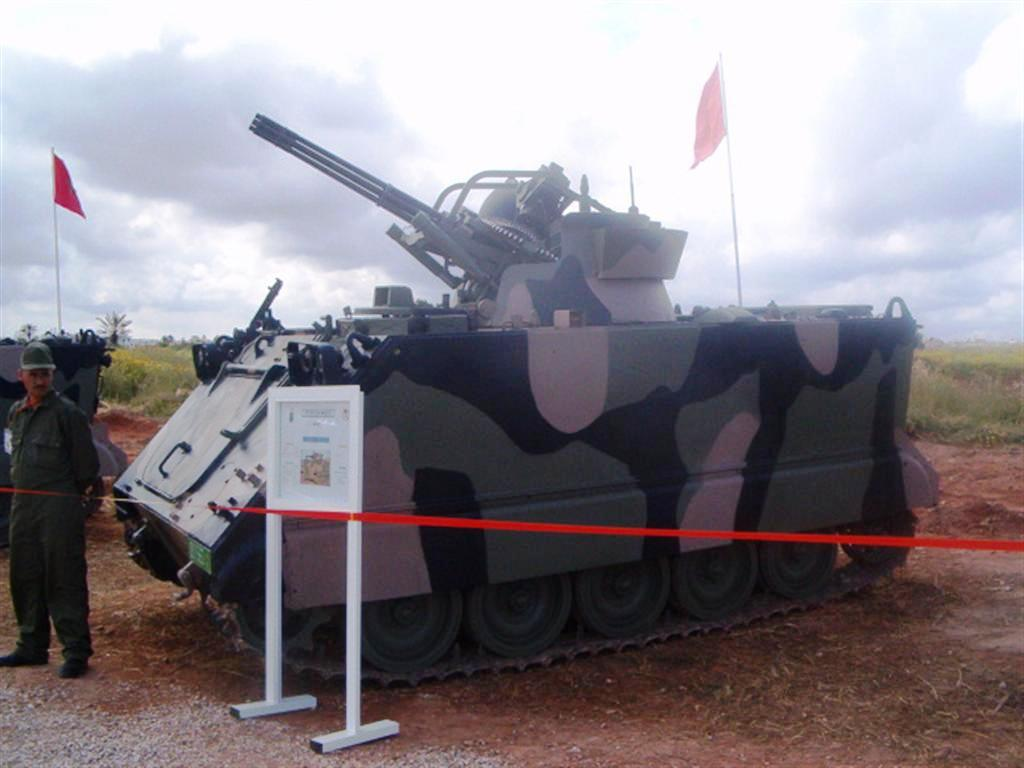
ناقلة إم-113 تابعة للقوات البرية المغربية

لكن هذه الارقام لا تعكس بشكل دقيق حجم الترسانة العسكرية للقوات المسلحة الملكية المغربية ، لأن معظم الصفقات المبرمة تتسم بالسرية.

## صفقات شراء الأسلحة
صرف المغرب على المعدات العسكرية التي اقتناها وعلى صفقات السلاح التي أبرمها خلال سنة 2013، أربعة مليارات دولار، متقدما درجتين عن آخر تصنيف دولي يعنى بالمصاريف العسكرية في ميزانيات الدول، والذي كان صنفه في المرتبة الـ48.
عرفت سنة 2023 رفعا جديدا في ميزانية الدفاع لتصل إلى 124 مليار درهم (12 مليار دولار)، وصفقات عملاقة تشمل المسيرات الهجومية والاستطلاعية، ومنظومات صواريخ دفاعية.
وكانت صفقة صواريخ هيمارس الأمريكية الحدث الأبرز خلال سنة 2023، بصفقة تاريخية فاقت نصف مليار دولار، ستساهم في رفع منسوب جاهزية الدرع الدفاعي الصاروخي للقوات المسلحة الملكية.
وفي شق الأنظمة الصاروخية الدفاعية، اقتنى المغرب صواريخ BARAK-MX والنظام الصاروخي الصيني (HJ-9A) المضاد للدبابات والمدرعات وراجمات الصواريخ PULS.
وعلى المستوى الجوي، كانت 2023 مناسبة مهمة لإعلان بدء تصنيع مروحيات أباتشي سيساهم أيضا في تقوية قدرات المراقبة والهجوم.
كما أن المغرب قام بتحديث وشراء طائرات إف 16 القديمة بأخرى جديدة من نوع F16 BLOCK 72 تستعد وفق ما كشفه مسؤولون للتزود بأحدث أنظمة التشويش والمراقبة، وهو ViperShield.
أما بخصوص الدرونات فالمغرب اقتنى درونات SpyX، وهي أحدث الدرونات الانتحارية الإسرائيلية، وقد لوحظ ظهورها في رمال الصحراء المغربية. كما أن أكينجي التركية هي الأخرى عقد المغرب لشرائها.

## الزي العسكري
الزي الرسمي الأكثر شيوعًا للجيش الملكي المغربي هو اللون الزيتوني الداكن، ولكن يمكنك أيضًا رؤية القوات المغربية بأنواع أخرى من الزي الرسمي مثل زي Desert lizard، وزي Red Lizard، وزي تمويه Central-Europe. تم تغيير الزي الرسمي إلى زي أحدث وأكثر حداثة:

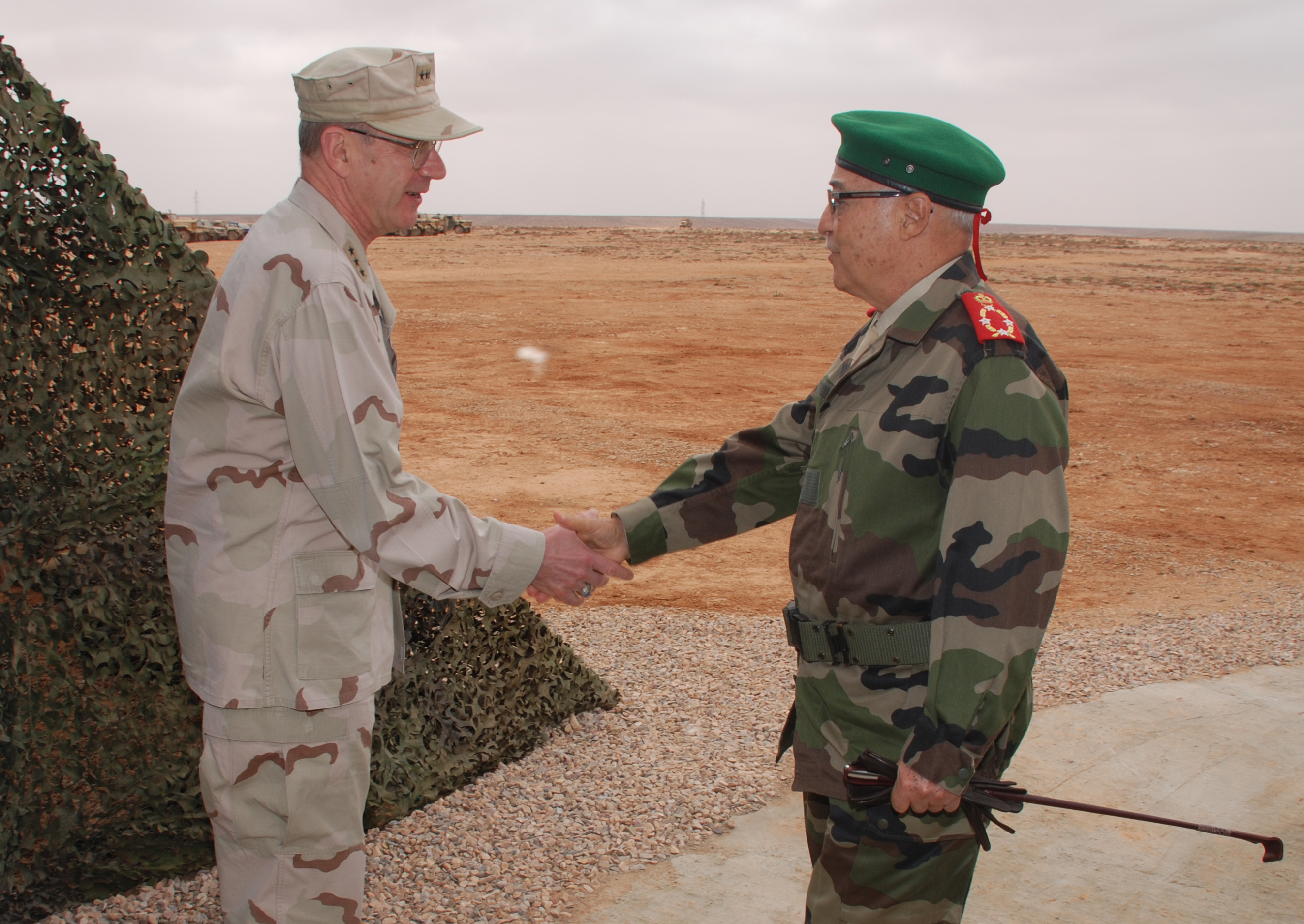
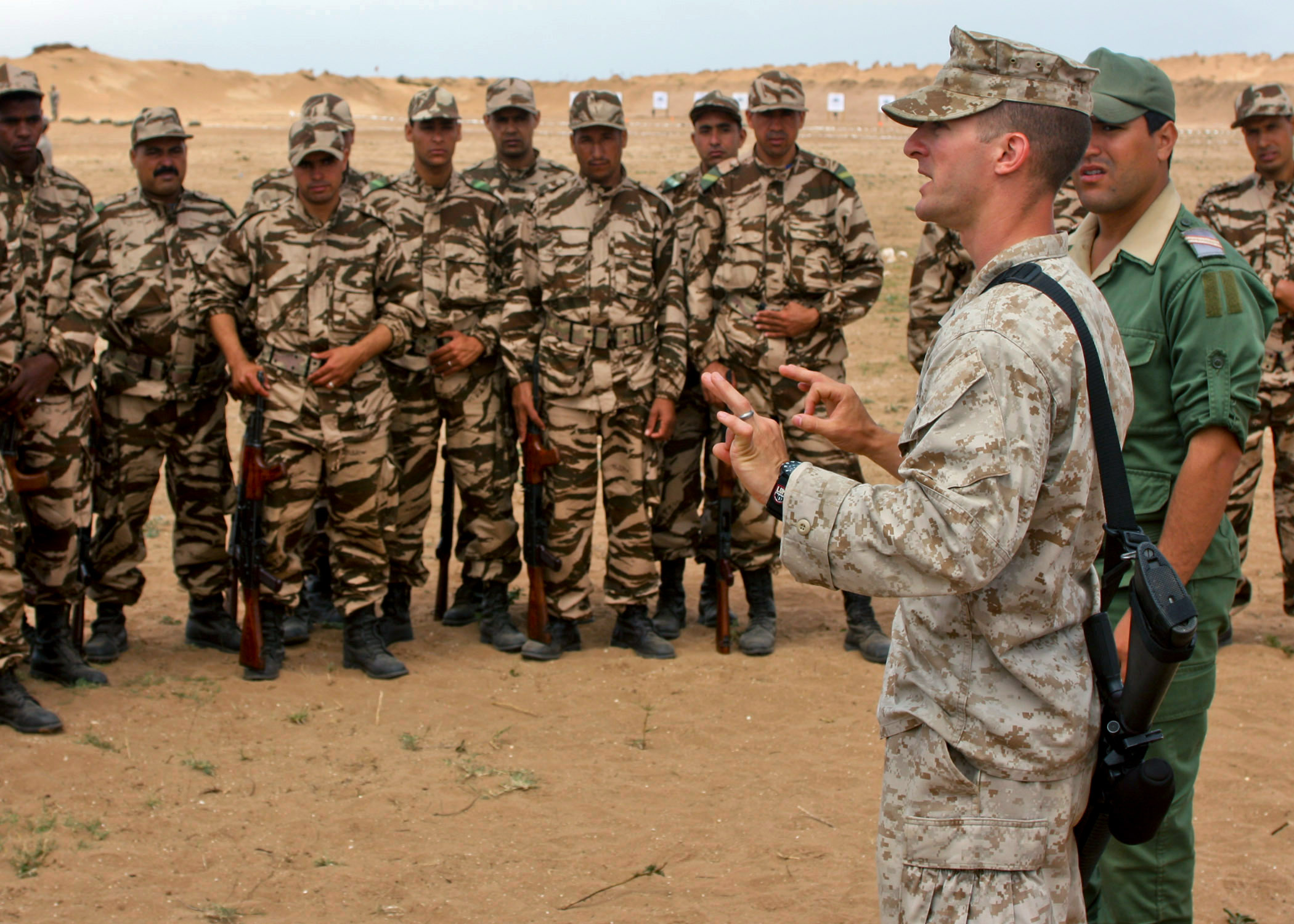

## معرض صور

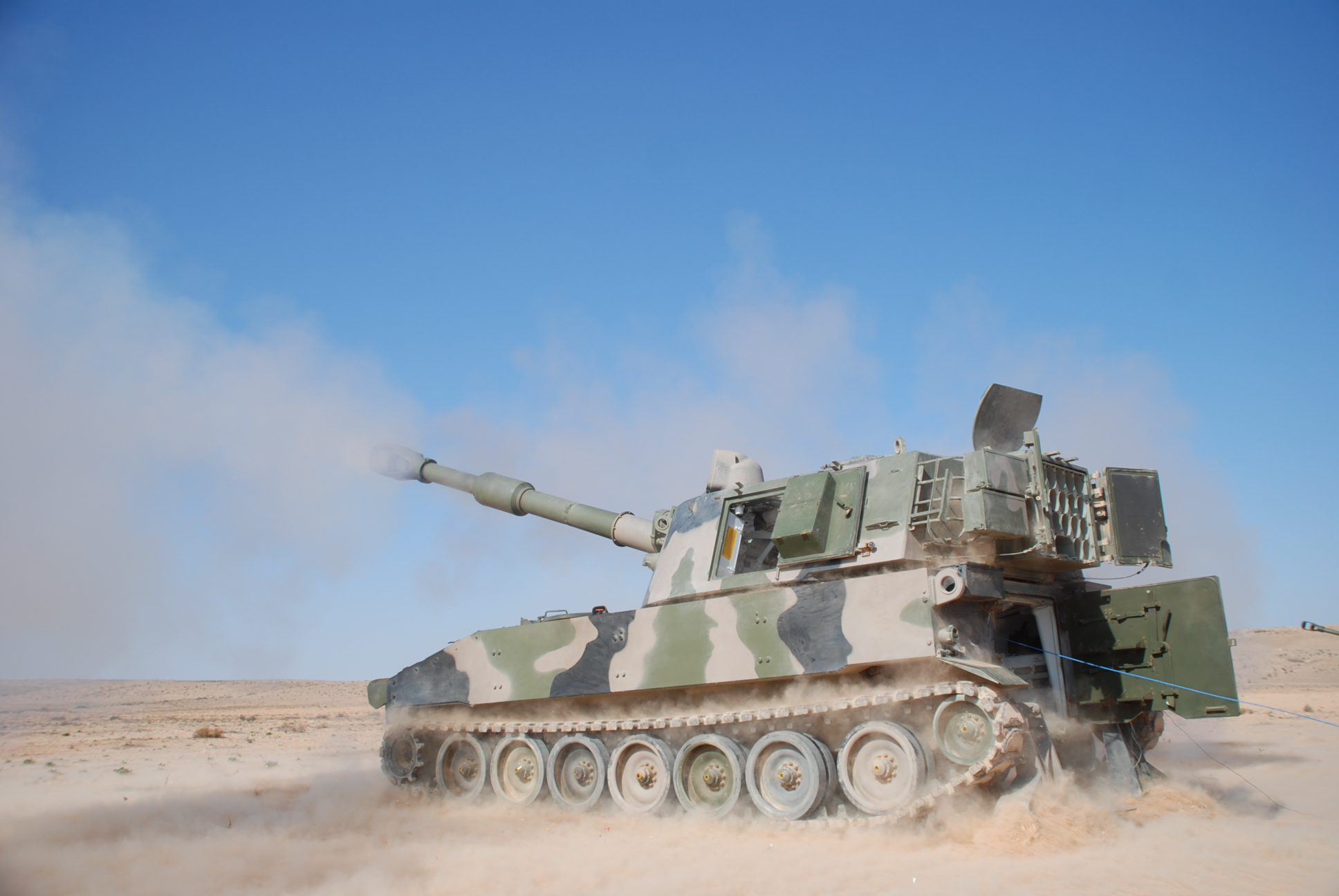
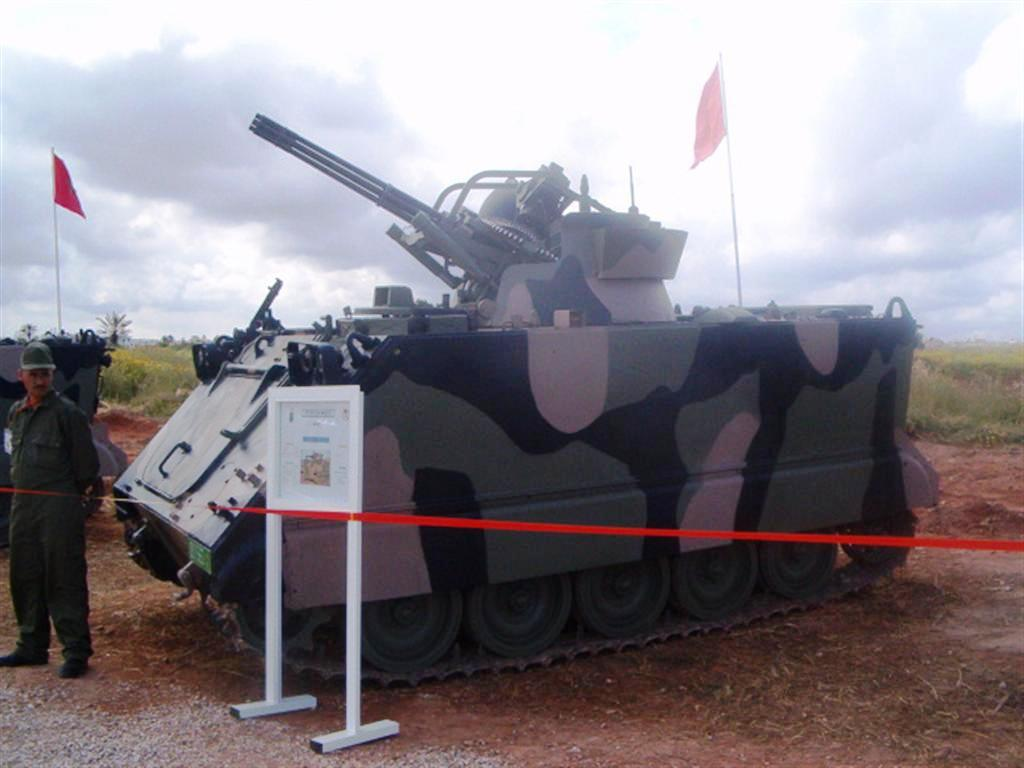
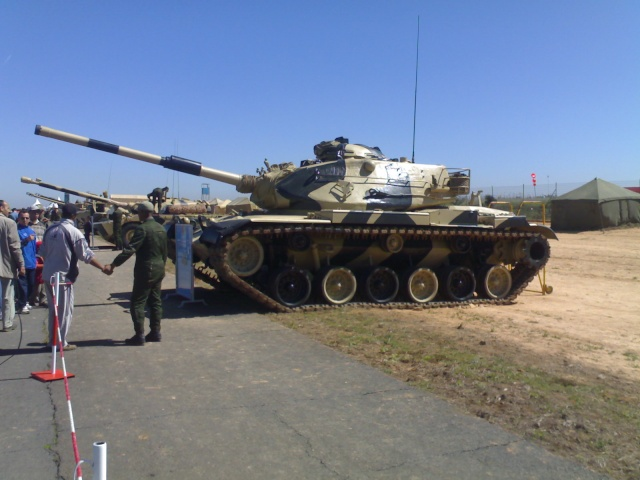

### رتب الجيش الملكي المغربي
| درجات الجنود وضباط الصف بالجيش المغربي | درجات الجنود وضباط الصف بالجيش المغربي | درجات الجنود وضباط الصف بالجيش المغربي | درجات الجنود وضباط الصف بالجيش المغربي | درجات الجنود وضباط الصف بالجيش المغربي | درجات الجنود وضباط الصف بالجيش المغربي | درجات الجنود وضباط الصف بالجيش المغربي | درجات الجنود وضباط الصف بالجيش المغربي | درجات الجنود وضباط الصف بالجيش المغربي | درجات الجنود وضباط الصف بالجيش المغربي | درجات الجنود وضباط الصف بالجيش المغربي |
| الرتبة                                 | جندي                                   | جندي أول                               | عريف                                   | عريف أول                               | رقيب                                   | رقيب أول                               | رقيب قائد                              | مساعد                                  | مساعد أول                              |                                        |
| -------------------------------------- | -------------------------------------- | -------------------------------------- | -------------------------------------- | -------------------------------------- | -------------------------------------- | -------------------------------------- | -------------------------------------- | -------------------------------------- | -------------------------------------- | -------------------------------------- |
|                                        | بدون شارة                              |                                        |                                        |                                        |                                        |                                        |                                        |                                        |                                        |                                        |

| درجات الضباط بالجيش المغربي | درجات الضباط بالجيش المغربي | درجات الضباط بالجيش المغربي | درجات الضباط بالجيش المغربي | درجات الضباط بالجيش المغربي | درجات الضباط بالجيش المغربي | درجات الضباط بالجيش المغربي | درجات الضباط بالجيش المغربي | درجات الضباط بالجيش المغربي | درجات الضباط بالجيش المغربي | درجات الضباط بالجيش المغربي |       |
| الرتبة                      | ملازم                       | ملازم أول                   | نقيب                        | رائد                        | مقدم                        | عقيد                        | عميد                        | لواء                        | فريق                        | فريق أول                    | مرشال |
| --------------------------- | --------------------------- | --------------------------- | --------------------------- | --------------------------- | --------------------------- | --------------------------- | --------------------------- | --------------------------- | --------------------------- | --------------------------- | ----- |
|                             |                             |                             |                             |                             |                             |                             |                             |                             |                             |                             |       |